# North Aurora, Illinois
North Aurora är en ort (village) i Kane County, i delstaten Illinois, USA. Enligt United States Census Bureau har orten en folkmängd på 16 922 invånare (2011) och en landarea på 18,6 km².